# فرناندو مارتينيز
فرناندو مارتينيز (بالإسبانية: Nando Martínez)‏ (21 مايو 1967 بلنسية إسبانيا - ) هو لاعب كرة قدم إسباني يلعب كمدافع.

## روابط خارجية
- فرناندو مارتينيز على موقع ناشيونال فوتبول تيمز (الإنجليزية)
- فرناندو مارتينيز على موقع عالم كرة القدم.نت (الإنجليزية)